# Zoran Planinić
Zoran Planinić (Mostar, 12 de Setembro de 1982) é um basquetebolista profissional croata, atualmente joga no CSKA Moscou.

## Carreira
Zoran Planinić representou a Seleção Croata de Basquetebol nas Olimpíadas de 2008, que ficou em 6º lugar.